# ثلجينة
ثِلْجِيْنَة (الاسم العلمي: Selago)، جنس نباتات برية وتزيينية من فصيلة الغدبية. وترتبط ارتباطًا وثيقًا الغدب والبوصير. يحتوي على حوالي 190 نوعًا، معظمها في أفريقيا الجنوبية، هناك نوعان مدرجان في القائمة الحمراء لالاتحاد الدولي لحفظ الطبيعة:
- Selago lepida Hilliard
- Selago nachtigalii Rolfe